# Parafia św. Katarzyny w Mysłakowie
Parafia św. Katarzyny Dziewicy i Męczennicy w Mysłakowie – rzymskokatolicka parafia znajdująca się w dekanacie świdnickim wschodnim w diecezji świdnickiej. Była erygowana w XIII w. 
Jej proboszczem jest ks. kan. Piotr Szajner.